# 恩里奧
米基塔·阿列克西約維奇·列昂季耶夫（羅馬化：Mykyta Oleksiiovych Leontiev；2003年—），藝名恩里奧（英語：ENLEO），烏克蘭歌手和词曲作者。因参加选秀节目烏克蘭好聲音第11季獲得些許名氣。以烏克蘭語翻唱英語歌曲而走紅，特别是以烏克蘭語翻唱英国歌手湯姆·奧德爾歌曲《Another Love》。